# Jon Myong-hui
Jon Myong-hui (7 de agosto de 1986) é uma futebolista norte-coreana que atua como goleira.

## Carreira
Jon Myong-hui integrou o elenco da Seleção Norte-Coreana de Futebol Feminino, nas Olimpíadas de 2008. 